# Sách Giảng Viên
Sách Giảng Viên (tiếng Hy Lạp: Ἐκκλησιαστής, Ekklesiastes; tiếng Do Thái: קֹהֶלֶת, Qoheleth, Koheleth) là một quyển sách Kinh Thánh Do Thái thuộc nhóm sách Ketuvim, đối với Kitô giáo, nó là một sách thuộc Cựu Ước. Nội dung sách là lời của một người tên là Côhelét (Koheleth) nên cũng được gọi là Sách của ông Côhelét. Côhelét tự giới thiệu mình là "con trai của David, vua cai trị Israel ở Jerusalem", có lẽ ngụ ý rằng ông là Solomon, nhưng thực tế tác phẩm được viết vào cuối thế kỷ 3 trước Công nguyên.
Sách Giảng Viên mang hình thức một cuốn tự truyện của Côhelét về những suy tư, thao thức về ý nghĩa của cuộc đời và phương cách để sống tốt trong cuộc đời của mỗi người. Ông tuyên bố rằng tất cả mọi chuyện con người làm đều là "phù vân", chóng qua; người khôn và kẻ dại cũng đều kết thúc bằng cái chết. Côhelét vẫn ủng hộ những hành động khôn ngoan như là một phương tiện để sống cuộc đời trần thế nhưng rồi ông vẫn không cho rằng nó mang đến ý nghĩa cho sự sống đời đời. Ông gợi ý rằng người ta nên tận hưởng những niềm vui đơn giản trong cuộc sống thường ngày, vì đó là quà tặng Thiên Chúa ban. Sách Giảng Viên kết thúc bằng câu: "Lời kết luận cho tất cả mọi điều bạn đã nghe ở trên đây là: hãy kính sợ Thiên Chúa và tuân giữ các mệnh lệnh Người truyền, đó là tất cả đạo làm người, 14 vì Thiên Chúa sẽ đưa ra xét xử tất cả mọi hành vi, kể cả những điều tiềm ẩn, tốt cũng như xấu." (12:13).

### Bố cục
Tiêu đề: tác giả được đề cập ở ngôi thứ ba (1:1) 
a Sự ngắn ngủi và tầm thường của cuộc đời (1:2–11)
b Sự thất bại của sự khôn ngoan trong việc khám phá ý nghĩa cuộc sống (1:12–2:26) 
c Thời gian ( 3:1–15) 
d TRỌNG TÂM: kính sợ Đức Chúa Trời! (3:16–6:12) 
c′ Ngẫm lại về thời gian (7:1–14) 
b′ Ngẫm lại sự thất bại của sự khôn ngoan (7:15–10:19)
a' Ngẫm lại sự ngắn ngủi của cuộc đời (10:20–12: 8) 
Kết luận: tác giả được đề cập ở ngôi thứ ba (12:9–14)